# Joseph Görz
Joseph Görz (* 9. Mai 1810 in Bosenheim; † 18. Januar 1900 in Mainz) war Jurist und Mitglied des Deutschen Reichstags.

## Leben
Joseph Görz war der Sohn des Distriktobereinnehmers Georg Friedrich Görz (1774–1845) und dessen Frau Charlotte geborene Müller. Joseph Görz war katholischen Glaubens.
Joseph Görz studierte von 1828 bis 1831 in Gießen und Heidelberg Rechtswissenschaften, seine Promotion zum Dr. jur. erfolgte 1835. Ab 1838 war er Ergänzungsrichter am Friedensgericht Mainz. Zwischen 1841 und 1873 war er Anwalt in Mainz. Im Oktober 1873 wurde er zum Obergerichtsrat am Mainzer Obergericht ernannt. 1879 wurde er dort Kammerpräsident und 1883 OLG-Präsident. 1892 wurde er zum wirklichen Geheimrat mit Prädikat Exzellenz ernannt und im gleichen Jahr pensioniert.
1848 bis 1849 war er Mitglied der II. Kammer der Landstände des Großherzogtums Hessen als Vertreter des Wahlbezirks der Stadt Mainz und von 1856 bis 1873 Mitglied des Gemeinderats in Mainz. Von 1874 bis 1880 war er (nun für den Wahlbezirk Rheinhessen 3/Wöllstadt) abermals Mitglied und 1874–1879 auch Präsident der II. Hessischen Kammer. Von 1883 bis 1899 gehörte er der ersten Kammer der Landstände an.
Von 1878 bis September 1879 war er Mitglied des Deutschen Reichstages für die Nationalliberale Partei und den Wahlkreis Hessen 7 (Worms, Heppenheim, Wimpfen). Er legte sein Mandat am 20. September 1879 wegen seiner Ernennung zum Oberlandesgerichtspräsidenten nieder.
Joseph Görz war seit dem 15. September 1848 mit Franziska Barbara Aloisia Margarethe geborene Stumpf (1824–1885) in Mainz verheiratet. Aus der Ehe sind  u. a. Adolf Görz und Hermann Görz hervorgegangen. Die Tochter Elise (1850–1938) wurde die Ehefrau des später nobilitierten Georg von Siemens und hatte mit ihm sechs Töchter.